# Славко Стефановић (музичар)
Славко Стефановић Славкони је српски хармоникаш, композитор и аранжер и музички продуцент. Отац је фолк певача Јоце Стефановића. Поред Јоце има још једног сина и ћерку. Био је шеф народног оркерстра РТВ Приштина, а 1988. године проглашен је за најбољег хармоникаша Југославије. Радио је песме за велики број певача народне музике као што су Џеј Рамадановски,Шабан Шаулић,Саша и Дејан Матић,Харис Џиновић,Снежана Ђуришић,Ана Бекута,Шериф Коњевић и други. Има свој музички студио "Славкони" у Београду. Са својим сином Јоцом има једну дует песму "Није све у новцу".

## Дискографија

### Албуми
- Кола - прва хармоника Југославије (1988, Дискос)

На албуму се налазе хармоником одсвирана следећа кола : Славичино коло, Тамарска душа, Бугарка, Косово власима, Кунов са са, Јутрос ми је ружа процветала, Веркина влајна,Милетово коло, Синкопа, Ољино коло, Јоцино коло, Звезда коло, Војино коло, Властин мерак, Пакитово коло.

## Списак песама које је урадио Славкони[2]
- Играј нек је весело - Марина Живковић
- Неке птице никад не полете,Ако је тражите, Погрешна,погрешна,Дан за даном иде, Свако има оног ког нема,Сад је касно, Краљ мерака, Још по једну - Саша Матић
- Твоја сам, твоја,Љубомора - Маја Маријана
- То је твоја жеља, Кога нема без њега се може, Заведе ме и нестаде, Све за љубав, Уживај док можеш лутко - Ђани
- Имати па немати - Џеј Рамадановски
- Све године - Братислав Здравковић
- Истина, Нико и неко, Није то било то - Дејан Матић
- Сад или никад, Ко да беше јуче - Аница Миленковић
- Полако али сигурно - Љуба Аличић
- Са мном спаваш, њега сањаш, Шадрвани - Шабан Шаулић
- Не мораш ми све у очи рећи - Слободан Васић
- Кажи збогом момачком животу - Ана Бекута
- Три у једној, Права жена, Године моје, Скитница, Машала, Болело ме ноћи те. Љубавна сиротиња - Маринко Роквић
- Дупликат кључа - Миле Китић
- Париске капије, Муштулук - Харис Џиновић[3]
- Ако је љубав гријех, Није тај човек за тебе, Зар у овим годинама, Потражи ме, Жалио бих жалио, Руже из мог краја, Тек тако - Шериф Коњевић
- Корак до сна, Сад све имаш - Дарко Лазић
- СМС - Милица Тодоровић
- Другови не постоје, Само јави, Четири на једнога, Душа ми је старија од тела. Живот враћа дугове, идем без тебе даље - Јоца Стефановић
- Крв није вода - Никола Роквић и Марко Роквић
- Огледало - Никола Роквић
- Сара - Марко Роквић
- Једна рана - Нена Ђуровић
- Сад се кајеш - Нихад Кантић Пике
- Први пут - Стеван Анђелковић
- Велика кућа, велики град, Срећу чине мале ствари, Три пута по српски, Вратићу се - Снежана Ђуришић
- Замена - Стефан Петрушић
- Она не зна за мене - Јелена Костов
- Баш ме кренуло - Бане Мојићевић
- Трећа зима без тебе - Драган Крстић Црни
- Празна соба - Аца Илић
- Љубав мајчина - Лепа Ђорђевић
- Туђе небо - Ибро Бублин